# Anton Rubinstein

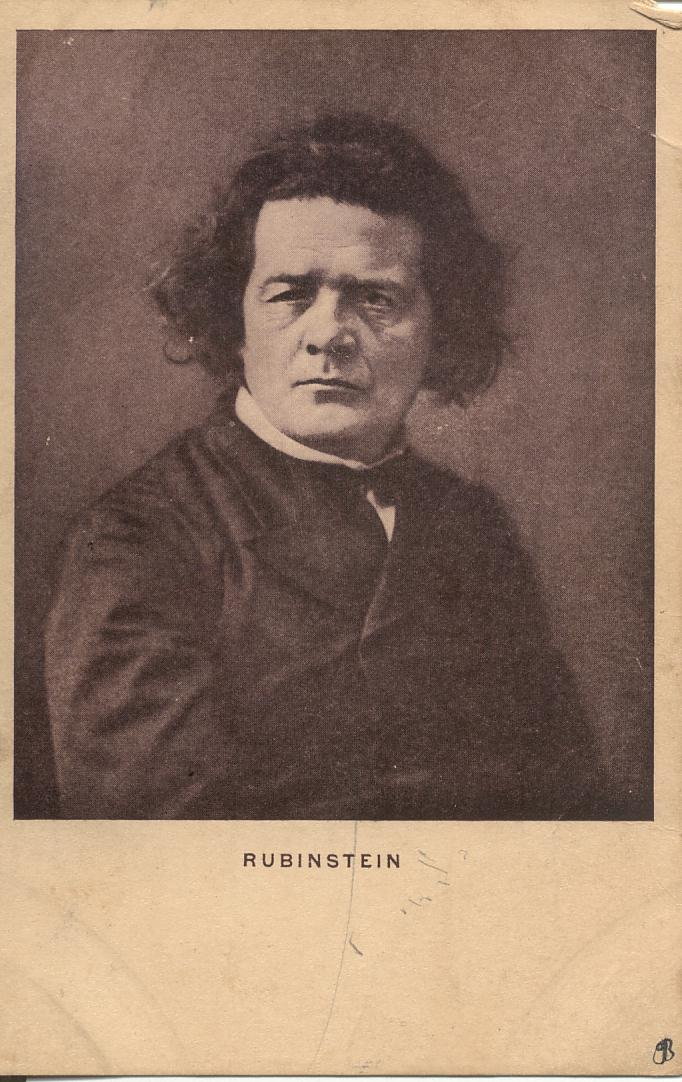
Anton Rubinstein.

Anton Grigorevich Rubinstein, em russo:  Антон Григорьевич Рубинштейн, (Vikhvatinets, 28 de novembro de 1829 — Peterhof, 20 de novembro de 1894) foi um pianista, compositor e maestro russo.

## Vida
Nascido numa família judaica no território da atual Transnístria, aprendeu a tocar piano cedo. Seu professor, Alexander Villoing, fez o seu exame em Paris, onde tocou para Chopin e Franz Liszt, e também ouviu-os tocar. Em Berlim, ele e seu irmão Nikolai Rubinstein estudaram composição e teoria com Siegfried Dehn. Lá eles conheceram Felix Mendelssohn e Giacomo Meyerbeer. Mudou-se então para Viena onde ensinou por pouco tempo, antes de retornar a Rússia em 1848 onde trabalhou como um músico à cunhada do Tsar.

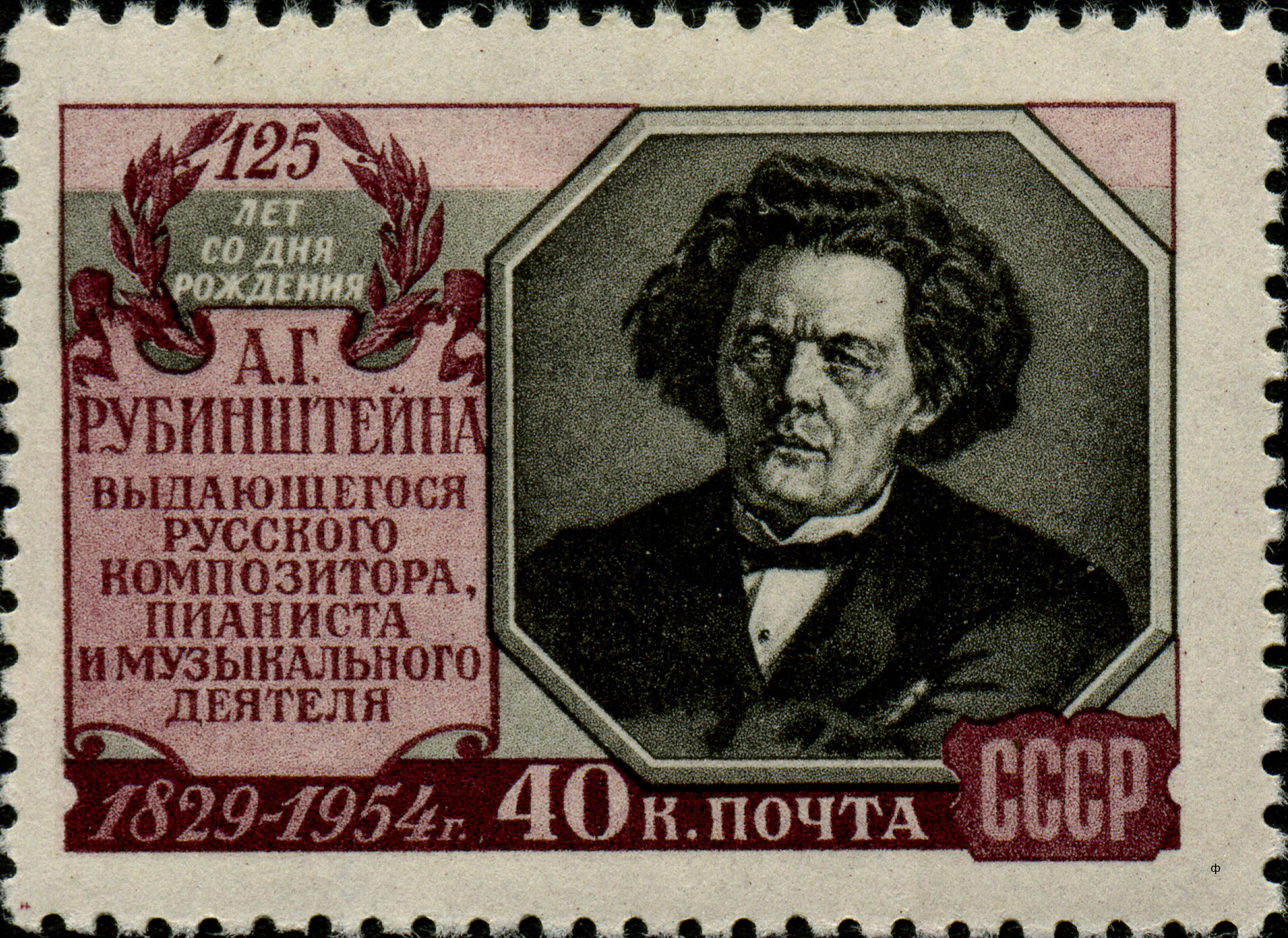
Selo Russo com a foto de Anton Rubinstein.

Estabeleceu-se em São Petersburgo e depois começou uma turné outra vez como um pianista em meados de 1850. Rubinstein foi um crítico do movimento nacionalista russo, cujo rosto mais visível foi o grupo Os Cinco, e que lhe valeu mesmo uma troca de mimos com Mily Balakirev (1837-1910). É que Rubinstein fundou a Sociedade Musical Russa, em 1859, e o Conservatório de S. Petersburgo (a primeira escola de música na Rússia), em 1862, para "combater o amadorismo desse movimento nacionalista"…
Rubinstein morreu em Peterhof, sofrendo de doenças do coração por algum tempo. Toda sua vida tinha sentido algo de estranho; escreveu sobre ele mesmo em suas anotações - "russos chamam-me de alemão, alemães chamam-me de russo, judeus chamam-me de cristão, cristãos chamam-me de judeu. Pianistas me chamam um compositor, compositores chamam-me de pianista. Os classicistas imaginam em mim um futurista, e os futuristas chamam-me de reacionário. Minha conclusão é que não sou um peixe nem uma ave - um indivíduo lamentável".
Está sepultado no Cemitério Tikhvin.

## Obra
Até 1867 Rubinstein foi director e professor do Conservatório, período durante o qual teve Tchaikovsky como aluno. Depois, voltou à sua carreira de pianista e dedicou-se igualmente à composição. Esta última faceta será porventura a menos conhecida nos dias de hoje, apesar de ter registado alguns sucessos enquanto vivo. Prolífico, escreveu cerca de 2 dezenas de óperas, oratórios, 6 sinfonias, 5 concertos para piano, música de câmara e obras vocais.
Depois da morte de Rubinstein, seus trabalhos começaram a ser ignorados, embora o seu concerto para piano perdurasse na Europa até a primeira guerra mundial. Caindo em nenhuma tradição, e talvez faltando um tanto de individualidade, a música de Rubinstein era simplesmente incapaz de competir com os clássicos estabelecidos como bons ou com o novo estilo russo de Stravinsky e de Prokofiev. Rubinstein tinha-se identificado consistentemente com as tradições mais conservadoras na música européia de seu tempo. Teve pouco tempo para a música de Richard Wagner e outros radicais musicais. Mendelssohn foi um ídolo durante todo a vida de Rubinstein; executou frequentemente sua música em seus próprios recitais; sua própria música de solo para piano contém muitos ecos de Mendelssohn, de Frédéric Chopin e de Robert Schumann.
Recentemente, seu trabalho foi executado pouco mais freqüentemente na Rússia e no exterior, e teve muitas críticas positivas. Entre seus melhores trabalhos conhecidos estão a ópera "O Demônio", seu "concerto no. 4 do piano", e sua "Sinfonia no. 2", conhecido como "O Oceano".
Está sepultado no Cemitério Tikhvin.